# Sarı Süleyman Pascià
Sarı Süleyman Pascià (Pljevlja, ... – Costantinopoli, 14 ottobre 1687) è stato un Gran Visir dell'Impero ottomano dall'8 novembre 1685 fino al 18 settembre 1687. 
L'epiteto "sarı" significa "biondo", letteralmente "giallo" in turco. Sarı Süleyman Pascià nacque nell'odierna Bosnia ed Erzegovina. Venne giustiziato dopo la sconfitta nella battaglia di Mohács (1687). 

## Primi anni
Nacque a Taşlıca (odierna Pljevlja, in Montenegro), nell'Eyalet di Bosnia.
Era il Kethüda del Gran Visir Ahmed Köprülü (s. 1661–1676), e più tardi il Maestro di stalla del Sultano.

## Gran Visir

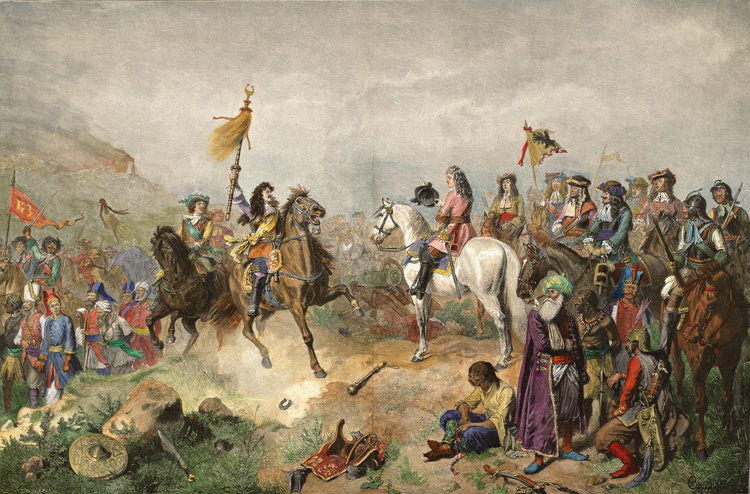
L'esercito ottomano dopo aver subito una devastante sconfitta durante la seconda battaglia di Mohács

Dopo che Sarı Süleyman Pascià fu nominato Gran Visir, iniziò immediatamente a scrivere lettere disperate al Gran Khan del Khanato di Crimea e ai pascià di Timișoara, Székesfehérvár e Osijek per riorganizzare e rafforzare il malconcio esercito ottomano in Ungheria, che lottava durante la battaglia di Buda (1686). Sebbene Sarı Süleyman Pascià fece diversi tentativi per rompere il blocco intorno a Buda, la città fu infine conquistata da Carlo V, duca di Lorena. Subito dopo gli ottomani persero persino Székesfehérvár.Da allora in poi Süleyman Pascià comandò alle sue forze di tenere ciò che restava del nord ottomano contro i loro avversari e inviò persino Mehmet Agha a negoziare la pace con Donat John Heissler a Guttentag.
Dopo la sconfitta di Mohács, l'esercito ottomano iniziò una ribellione contro il gran visir. Süleyman, temendo che la ribellione avrebbe provocato la sua morte, fuggì dalla posizione di comando, prima a Belgrado e poi, piuttosto scioccamente, a Costantinopoli, dove si rifugiò a casa di un vecchio amico, un ebreo di nome Salomon. All'inizio di settembre 1687, la notizia della sua sconfitta e fuga giunse a Costantinopoli.
Dopo che Mehmed IV ricevette questa notizia, proclamò Abaza Siyavush Pascià nuovo comandante delle forze armate e, infine, nuovo gran visir. Subito dopo, Süleyman Pascià fu arrestato e giustiziato. Due mesi dopo, anche lo stesso sultano fu rimosso dal potere a seguito della sconfitta nella battaglia di Mohács, e fu sostituito dal sultano Solimano II.